# Shahla Ata
Shahla Ata (20 de octubre de 1959 - 12 de marzo de 2015) fue una política afgana, congresista y una de las dos candidatas durante las elecciones presidenciales de Afganistán de 2009.     

## Trayectoria
Shahla Ata era descendiente de la familia real afgana,  emparentada con el ex presidente de Afganistán, Sardar Mohammad Daoud Khan, primo de Mohamed Zahir Shah, el último monarca de Afganistán. 
Fue enfermera titulada y psicóloga capacitada,  antes de convertirse en política .Elegida para la cámara alta de la Wolesi Jirga de la Legislatura Nacional afgana en 2005, representó a Kabul   y sirvió en la comisión de la Jirga para la lucha contra los estupefacientes y en su comisión de vigilancia.
Shahla Ata y Frozan Fana fueron las únicas dos candidatas mujeres en las elecciones presidenciales afganas de 2009.  Los resultados de la votación la colocaron en el decimocuarto lugar en un campo de treinta y dos con 11412 votos. Durante la campaña presidencial dijo que, si era elegida, llevaría adelante las políticas del presidente Mohammed Daoud Khan en los años 1970. 
Junto a su familia vivió durante 18 años en Estados Unidos, la biografía de Contender publicada por Pajhwok Afghan News la muestra viviendo en Estados Unidos de 1990 a 1994, y viviendo en Pakistán durante el resto del período de 1986 a 2001, donde brindó ayuda a otros expatriados afganos.
David Williams, escribió en el Sydney Morning Herald, en 2005, que cuando ella se postuló por primera vez para la Asamblea Nacional de Afganistán, dijo que su marido había muerto en combates entre facciones. Rosie DiManno, en el Toronto Star durante su campaña presidencial, escribió que Shahla Ata era el blanco de una campaña de desprestigio que alegaba el asesinato de su marido y de una de sus hijas. Ata le señaló a Dimanno que sus cinco hijas todavía estaban vivas.Según DiManno, el marido de Ata murió en Estados Unidos en 1992 por causas naturales. Viuda    tiene cinco hijas que viven en Estados Unidos. 
Shahla Ata desestimó las acusaciones de asesinato y declaró: "Entonces, ¿se supone que maté a mi marido y a mi hija y luego volví corriendo a Afganistán para evitar la justicia estadounidense? Esto es lo que escriben los periódicos. Ojalá tuviéramos un sistema judicial que funcionara para poder presentar una demanda". 
El 12 de marzo de 2015, el cuerpo sin vida de Ata fue descubierto en su casa y la rama criminal del Departamento de Policía de Kabul abrió una investigación.